# 乾信一郎
乾 信一郎（いぬい しんいちろう、1906年5月15日 - 2000年1月29日）は、日本の小説家、翻訳家。

## 来歴
米国シアトル生まれ。本名・上塚貞雄で、本名での著作もある。
1912年、母とともに父母の郷里熊本県甲佐町早川に戻り、現在の甲佐町立白旗小学校に通った。その後上京し、青山学院高等部を卒業した。
同商科在学中の1928年、翻訳が『新青年』に採用される。1930年卒業後、博文館に勤務し、『新青年』に探偵小説を書く。1935年『講談雑誌』編集長、1937年『新青年』編集長。1938年フリーとなり、文筆に専念。
戦後「青いノート」「コロの物語」などNHK連続放送劇の脚本を手がける。ユーモア小説、動物小説を多く書いたが、探偵小説やミステリー小説などの翻訳も数多く手がけた。
筆名は当初「乾信四郎」（かんしんしろう）としていたが、「あんまりしゃれが露骨で気がひけ」たため「乾信一郎」と改めた。
従兄弟はブラジル移民功労者で、「ブラジル移民の父」として知られる上塚周平。

## 著書
- 『炉辺夜話 動物小説集』（春秋社） 1933年
- 『続・炉辺夜話 動物小説集』（松柏館書店） 1935年
- 『豚児廃業・五万人と居士』（アトリエ社、現代ユーモア小説全集12） 1936年
- 『北一輝と西田税 二・二六事件の惑星!』（第百書房） 1936年
- 『人間大安売り』（太白書房） 1937年
- 『倅太平記』（春陽堂、新作ユーモア全集14） 1938年
- 『百万人の行進』（アトリヱ社、新版ユーモア小説全集9） 1939年
- 『阿呆宮一千一夜譚』（八紘社） 1939年
- 『コント横丁』（代々木書房、現代大衆文學全集） 1940年12月
- 『江見家の手帖』（東成社、ユーモア文庫） 1941年
- 『敬天寮の君子たち』（東成社、ユーモア文庫） 1943年
- 『ガランコロン事件』（国民図書刊行会、ぺんぎん文庫） 1948年
- 『人間芝居』（東成社、ユーモア小説全集） 1952年
- 『ぼくは二番目』（宝文館、少年少女ユーモア文庫） 1953年
- 『何も知っちゃいない話』（白灯社） 1953年
- 『動物小説集』第1 - 3（春秋社） 1953年
- 『どうぶつだけのおはなし 1～4年生』（宝文館） 1954年
- 『アパート春秋』（東方社） 1954年
- 『青空通信』（東方社） 1954年
- 『コント百貨店』（東方社） 1955年
- 『コント劇場』（東方社） 1955年
- 『独身寮盛衰記』（東方社） 1955年
- 『ぐうたら守衛』（東方社） 1955年
- 『青いノート』（鱒書房） 1956年
- 『春の風』（東方社） 1956年
- 『コロの物語』1 - 4 （鈴木出版） 1958年 - 1959年
- 『あり得ない話がある話 世界の奇談集』（芸文社、アルファ・ブックス） 1964年
- 『動物夫婦百景 けものの性生活』（芸文社、芸文新書） 1964年
- 『ネコの小事典』（誠文堂新光社） 1966年
- 『ネコの育児書』（主婦と生活社、タウンブックス） 1972年
- 『猫の本』（本多信男写真、山と渓谷社、山渓カラーガイド） 1978年6月
- 『おかしなネコの物語』（ハヤカワ文庫） 1980年12月
- 『小さな庭の小さなウォッチング』（早川書房） 1986年10月、のち文庫『小さな庭のウォッチング』
- 『「新青年」の頃』（早川書房） 1991年11月

## 翻訳
- 『オルチイ集』（オルチイ、上塚貞雄訳、博文館、世界探偵小説全集21） 1930年
- 『ドイル全集』（ドイル、延原謙, 妹尾アキ夫, 上塚貞雄訳、改造社） 1931年
- 『専用心配係』（P・G・ウッドハウス、東成社、ユーモア傑作集） 1939年
- 『天晴れジーブス』（P・G・ウッドハウス、東成社、P・G・ウッドハウスユーモア傑作集） 1940年
- 『無敵相談役』（P・G・ウッドハウス、東成社、ユーモア長篇小説集） 1940年
- 『紅鱒 動物小説集』（博文館） 1940年9月
- 『駒鳥 動物小説集』（映画出版社） 1941年
- 『拳銃を捨てた男 外4編 暴力の谷』（アレキサンダー・ブレイド、誠文堂新光社、西部活劇双書2） 1950年
- 『マギル卿最後の旅』（F・W・クロフツ、雄鶏社、おんどり・みすてりい） 1951年
  - 『マギル卿最後の旅』（F・W・クロフツ、早川書房、世界探偵小説全集） 1955年
- 『地下鉄サム 4』（ジョンストン・S・マッカレー、日本出版協同） 1953年、のち創元推理文庫
- 『チャイナ・オレンジの秘密』（エラリー・クイーン、早川書房、世界探偵小説全集） 1955年、のち文庫
- 『伯母殺し』（リチャード・ハル、早川書房、世界探偵小説全集） 1958年、のち文庫
- 『ボンベイの毒薬』（H・R・F・キーティング、早川書房、世界ミステリシリーズ） 1967年
- 『罠は餌をほしがる』（A・A・フェア、早川書房、世界ミステリシリーズ） 1967年
- 『世界は女房持ちでいっぱいだ』（J・コリンズ、早川書房） 1968年
- 『おひまなペネロープ』（E・V・カニンガム、早川書房、世界ミステリシリーズ） 1968年
- 『その犯罪は別』（マイクル・アンダーウッド、早川書房、世界ミステリシリーズ） 1968年
- 『恋情』（マール・ミラー、早川書房） 1970年
- 『怪奇な恋の物語』（ヘンリー・クレメント、早川書房） 1970年
- 『ある奇妙な死』（ジョージ・バクスト、早川書房、世界ミステリシリーズ） 1970年
- 『北の脱走者』（チャールズ・コリングウッド、早川書房） 1971年
- 『老女のたのしみ』（ロバート・クレイン、早川書房） 1971年
- 『時計じかけのオレンジ』（アンソニー・バージェス、早川書房） 1971年、のち文庫
- 『若者よ、きみは死ぬ』（ジョーン・フレミング、早川書房、世界ミステリシリーズ） 1972年
- 『チャーリー・チャンの追跡』（E・D・ビガーズ、創元推理文庫） 1972年
- 『鷹と少年』（バリー・ハインズ、早川書房） 1973年
- 『キャット・ダンシング』（マリリン・ダーラム、早川書房） 1973年
- 『ネコ学入門』（クリスティーン・メトカーフ、主婦と生活社） 1974年
- 『オクラホマ巨人』（マーク・ノーマン、早川書房） 1974年
- 『レイディ』（トマス・トライオン、早川書房） 1975年
- 『最後の英雄』（ジョン・ギル、早川書房） 1975年
- 『ジャック・ザ・ベア』（ダン・マッコール、早川書房） 1976年
- 『大列車強盗』（マイクル・クライトン、早川書房） 1976年、のち文庫
- 『ラスト・タイクーン』（F・スコット・フィッツジェラルド、ハヤカワ文庫） 1977年7月
- 『金門橋』（アリステア・マクリーン、早川書房） 1978年1月、のち文庫
- 『北人伝説』（マイクル・クライトン、早川書房） 1980年9月、のち文庫
- 『ダラス ユーイング家の人びと』（バート・ハーシュフェルド、早川書房） 1981年9月
- 『1944年の戦士』（ウィリアム・P・マッギヴァーン、早川書房） 1981年12月
- 『ダラス 2 華麗なる女たち』（バート・ハーシュフェルド、早川書房） 1982年3月
- 『シャーロック・ホームズのライヴァルたち』1 - 2（押川曠共訳、ハヤカワ・ミステリ文庫） 1983年
- 『レスター・リースの冒険』（E・S・ガードナー、ハヤカワ・ミステリ文庫） 1984年3月
- 『レスター・リースの新冒険』（E・S・ガードナー、ハヤカワ・ミステリ文庫） 1984年4月
- 『シャーロック・ホームズの災難』（エラリイ・クイーン編、中川裕朗共訳、ハヤカワ・ミステリ文庫） 1984年 - 1985年
- 『探偵小説の世紀 下』（G・K・チェスタトン、共訳、創元推理文庫） 1985年8月
- 『犬ですがちょっと一言』（ミュリエル・ドビン、ハヤカワ文庫） 1985年2月
- 『ロアルド・ダールの幽霊物語』（ロアルド・ダール、ハヤカワ・ミステリ文庫) 1988年12月

### アガサ・クリスティ
- 『終りなき夜に生れつく』（アガサ・クリスティー、早川書房、世界ミステリシリーズ） 1968年、のち文庫
- 『バートラム・ホテルにて』（アガサ・クリスティー、早川書房、世界ミステリシリーズ） 1969年、のち文庫
- 『復讐の女神』（アガサ・クリスティー、早川書房、世界ミステリシリーズ） 1972年、のち文庫
- 『アガサ・クリスティー自伝』（早川書房） 1978年12月、のち文庫
- 『パーカー・パイン登場』（アガサ・クリスティー、ハヤカワ・ミステリ文庫） 1978年2月

### 「ドーヴァー警部」シリーズ
- 『奮闘 ドーヴァー5』（ジョイス・ポーター、早川書房、世界ミステリシリーズ） 1970年、のち文庫
- 『逆襲 ドーヴァー6』（ジョイス・ポーター、早川書房、世界ミステリシリーズ） 1973年
- 『撲殺 ドーヴァー7』（ジョイス・ポーター、早川書房、世界ミステリシリーズ） 1976年